# Hideaki Ozawa
Hideaki Ozawa (小澤 英明 Ozawa Hideaki?), född 17 mars 1974 i Ibaraki prefektur, är en japansk före detta fotbollsspelare.
Ozawa började sin karriär 1992 i Kashima Antlers. Efter Kashima Antlers spelade han för Yokohama F. Marinos, Cerezo Osaka, FC Tokyo, Sportivo Luqueño och Albirex Niigata. Med Kashima Antlers vann han japanska ligan 1996, 2007, 2008, 2009, japanska ligacupen 1997 och japanska cupen 1997, 2007. Han avslutade karriären 2012.